# Kōtō

Sectorul Kōtō pe harta Tokyo

Kōtō (江東区 Kōtō-ku?) este un sector special al zonei metropolitane Tōkyō în Japonia.